# Mouldi Riahi
Pour les articles homonymes, voir Riahi.
Mouldi Riahi, de son nom complet Mouldi Hedi Riahi, né le 12 janvier 1949 à Tunis, est un homme politique tunisien membre d'Ettakatol. Il a été précédemment membre du bureau politique du Mouvement des démocrates socialistes.
Il est élu le 23 octobre 2011 comme membre de l'assemblée constituante. Le 1er février 2012, il est élu président du groupe parlementaire d'Ettakatol. 
Il est membre de la commission du préambule, des principes fondamentaux et de la révision de la Constitution et de la commission de la législation générale. 